# Elevador espacial lunar

Diagrama que muestra los ascensores espaciales lunares ecuatoriales y polares que pasan por L1. Un elevador L2 reflejaba esta disposición en el lado lunar, y la carga que cae desde su extremo se arrojaría hacia el sistema solar.

Un elevador espacial lunar, o también conocido como ascensor lunar, es un sistema de transporte propuesto para mover un vehículo mecánico desde la Luna a lo largo de un cable en forma de cinta, el cual se encuentra entre la superficie de la Luna (considerada como el punto con menor elevación) y un puerto suspendido a miles de kilómetros en el espacio (considerado como el punto de mayor elevación).
Desde un punto de vista conceptual, se asemeja a la noción de un ascensor espacial con base en la Tierra. Sin embargo, dado que la gravedad en la superficie lunar es considerablemente menor que en la Tierra, se requiere una adaptación de los materiales y tecnología ya existentes para dispositivos terrestres con el fin de construir un sistema de elevador lunar de este tipo. En un elevador lunar, el cable debe extenderse significativamente más allá de la superficie lunar hacia el espacio, en contraste con un ascensor terrestre. A pesar de estas diferencias, la función primordial de un sistema de elevador espacial es idéntica en ambos casos: proporcionar un medio de transporte controlado y reutilizable para el traslado de cargas útiles o personas entre una estación base ubicada en el fondo de un campo gravitacional y un puerto de acoplamiento en órbita.
Un elevador lunar podría reducir significativamente los costes y mejorar la fiabilidad de los equipos de alunizaje en la superficie lunar. Por ejemplo, permitiría el uso de unidades de propulsión de bajo empuje y alta eficiencia de masa, como los motores de iones que de otra manera no podrían alunizar. Dado que el puerto de acoplamiento estaría conectado al cable en un entorno de microgravedad, estos cohetes podrían llegar al cable desde la órbita terrestre baja (LEO), que alcanzarían desde la Tierra con motores propulsados por un mínimo de combustible. Con los cohetes convencionales, el combustible necesario para llegar a la superficie lunar desde la órbita terrestre baja es superior en muchas veces a la masa que finalmente aterriza en la Luna, por lo que el elevador podría reducir en gran medida los costes de lanzamiento de cargas destinadas a la superficie lunar.

## Ubicación
Hay dos puntos en el espacio donde el puerto de acoplamiento de un elevador podría mantener una posición estable sincronizada con la Luna: los puntos de Lagrange L1 y L2 de la Tierra y la Luna. L1 está a 58 021 ± 3183 km del lado de la Luna que mira hacia la Tierra (en el ecuador lunar) y L2 está a 64 517 ± 3539 km del centro del lado opuesto de la Luna, en la dirección opuesta. En estos puntos, el efecto de la gravedad de la Luna y el efecto de la fuerza centrífuga resultante de la rotación sincrónica y rígida del cuerpo del sistema del ascensor se cancelan entre sí. La estabilidad gravitacional de estos puntos de Lagrange no es permanente (L1 y L2 están en equilibrio inestable a lo largo de una línea recta entre la Tierra y la Luna) pero mientras se realizan pequeños ajustes «inerciales» para tener en cuenta las pequeñas perturbaciones gravitacionales, cualquier objeto colocado allí puede permanecer estacionario.
Ambas posiciones están sustancialmente más lejanas de la Tierra que los 36 000 km de la órbita geoestacionaria. Además, el peso de la extremidad del sistema de cable que se extiende hacia la Luna tendría que ser equilibrado por la extensión del cable, y la rotación lenta de la Luna significa que la extremidad superior tendría que ser mucho más larga que para un sistema basado en la Tierra, o ser superado por un contrapeso mucho más masivo: para suspender un kilogramo de cable o carga útil justo por encima de la superficie de la Luna se necesitan 1000 kg de contrapeso, 26 000 km más allá del punto L1. Un contrapeso más pequeño en un cable más largo tendría el mismo efecto en el equilibrio. Por ejemplo, 100 kg de contrapeso a una distancia de 230 000 km (más de la mitad del camino a la Tierra, ya que la distancia promedio entre la Tierra y la Luna es de 384 400 km). Sin la gravedad de la Tierra para atraerlo, en el punto L2 requeriría 1000 kg de contrapeso a una distancia de 120 000 km desde la Luna.
Normalmente se considera que el mejor punto de anclaje de un elevador espacial está en el Ecuador. En la Luna, el anclaje se podría ubicar cerca de los polos de la Luna para aprovechar las ventajas que ofrecen estos puntos para albergar una base lunar que sirviera de terminal del ascensor. La situación en un pico de luz eterna permitiría aprovechar la energía solar casi continua; al mismo tiempo, pequeñas cantidades de agua y otras sustancias volátiles pueden quedar atrapados en los fondos de cráteres permanentemente sombreados. Para conectar el cable del elevandor con el polo se podría usar un tranvía con torres de soporte muy altas y separadas entre sí gracias a la baja gravedad lunar.

## Fabricación
Debido a la menor gravedad de la Luna y la falta de atmósfera, un elevador lunar no tendría requisitos tan estrictos para la resistencia a la tracción del material que compone su cable, que ese mismo cable sujeto a la Tierra. Un elevador en la Tierra requeriría materiales de alta resistencia por unidad de peso, como los nanotubos de carbono, pero estos materiales no se han utilizado todavía para este tipo de construcciones. Sin embargo, se podrías usar fibras de para-aramida, producidas en masa y comercialmente disponibles, como Kevlar y M5, o fibra de polietileno de peso molecular ultraalto.
En comparación con un elevador espacial desde la Tierra, habría menos limitaciones geográficas y políticas para la ubicación de la conexión en la superficie lunar.

## Vehículos de ascenso
Un método para trasladar los materiales necesarios de la luna a la órbita sería el uso de vehículos robóticos de escalada. Estos vehículos consistirán en dos ruedas grandes que presionan contra las cintas del elevador para proporcionar suficiente fricción para el levantamiento. Los vehículos escaladores se pueden configurar para cables horizontales o verticales.
Las ruedas serían accionadas por motores eléctricos, que obtendrían su energía de la energía solar o de la energía emitida. La potencia requerida para subir la cinta dependería del campo de gravedad lunar. La potencia que requeriría un vehículo escalador para atravesar el cable o cinta cae en proporción a la proximidad al punto L1. Si un vehículo escalador de 540 kg viajara a una velocidad de quince metros por segundo, para cuando llegara al 7 % del camino hasta el punto L1, la potencia requerida se reduciría a menos de cien vatios, en comparación con los 10 kilovatios en la superficie.
Un problema con el uso de un vehículo con energía solar es la falta de luz solar durante algunas partes del viaje. Durante la mitad de cada mes, los paneles solares en la parte inferior del cable estarán en la sombra. Una forma de solucionar este problema sería lanzar el vehículo en la base con una cierta velocidad y luego en el pico de la trayectoria, adjuntar a la cinta.

## Perfil de corte transversal
Los diseños de elevadores espaciales para la Tierra típicamente tienen un estrechamiento de la cuerda que proporciona un perfil de tensión uniforme en lugar de una sección transversal uniforme. Debido a que el requerimiento de resistencia de un elevador espacial lunar es mucho más bajo que el de un elevador espacial de la Tierra, es posible la construcción de una sección transversal uniforme para el elevador espacial lunar. 
El estudio realizado para el Instituto de Conceptos Avanzados de la NASA afirma que «los materiales compuestos actuales tienen alturas características de unos pocos cientos de kilómetros, lo que requeriría relaciones de estrechamiento de aproximadamente 6 para Marte, 4 para la Luna y aproximadamente 6000 para la Tierra. La masa de la Luna es lo suficientemente pequeña como para que se pueda construir un elevador espacial lunar de sección transversal uniforme, sin ningún tipo de inclinación».

## Usos posibles
Los materiales de la Tierra pueden enviarse a la órbita y posteriormente a la Luna para ser utilizados por las bases e instalaciones lunares. 
El expresidente de los Estados Unidos, George W. Bush, en un discurso sobre su visión para la exploración espacial, sugirió que la Luna podría servir como un sitio rentable de construcción, lanzamiento y avituallamiento para futuras misiones de exploración espacial:
Entre los materiales lunares enviados a la órbita terrestre se podrían contar los siguientes:
- Regolito lunar  para blindaje y construcción general en la órbita terrestre alta.
- Plagioclasa, feldespato, anortita, etc., para la construcción en la órbita terrestre.
- Agua lunar, oxígeno, aluminio y azufre  para depósitos de propelentes en la órbita baja terrestre.

Asimismo, se podría transportar agua lunar desde los polos hasta las bases lunares para soporte vital.
El punto de Lagrange, libre de gravedad podría albergar hábitats y equipos de masa arbitraria. Con solamente un pequeño equipo de científicos e ingenieros en dicho campamento base se podría construir y mantener una nueva generación de experimentos basados en el espacio.